# 19817 Ларашелтон
19817 Ларашелтон (19817 Larashelton) — астероїд головного поясу, відкритий 24 вересня 2000 року.
Тіссеранів параметр щодо Юпітера — 3,388.